# Nypa
Nypa és un gènere monotípic dins la subfamília Nypoideae de palmeres (arecàcies) la seva única espècie és Nypa fruticans. És una palmera que viu als manglars d l'oceà Pacífic i Índic des de Sri Lanka fins Nansei-shoto i les illes Carolines. Té un tronc únic prostrat i es ramifica dicotòmicament, cosa rara en les arecàcies, els fruits són vivípars, resisteixen la salinitat i, a més a més, suren, i per això la dispersió és fàcil.